# Friedrich Hecker
Friedrich Karl Franz Hecker, född 28 september 1811 i Eichtersheim, Baden, död 24 mars 1881 i Summerfield, Illinois, var en tysk revolutionsman.
Hecker slog sig 1838 ned i Mannheim såsom sakförare, invaldes 1842 i badensiska representationens andra kammare och gjorde sig känd för sina socialdemokratiskt republikanska åsikter och stark opposition mot ministärerna.
År 1847 kom han i nära förbindelse med den republikanske agitatorn Gustav Struve och samlade 1848 tillsammans med honom i trakten av Bodensjön en upprorsskara, som dock blev slagen av badensiska trupper under ledning av Friedrich von Gagern vid Kandern 20 april 1848. Han flydde därefter till Schweiz, blev samma år invald i Frankfurtparlamentet, men uteslöts som högförrädare. Detta år utgav han Die Erhebung des Volkes in Baden für die deutsche Republik (1848).
Hecker begav sig då till USA, där han levde som jordbrukare i Illinois. Under amerikanska inbördeskriget anförde han först ett regemente, sedan en brigad av Cumberlandarmén, men nedlade, förbigången vid befordran, sitt befäl 1864. Sedermera höll han om vintrarna föreläsningar för tysk-amerikaner och utgav bland annat Reden und Vorlesungen (1872).